# 망치뼈
망치뼈(영어: malleus, hammer) 또는 추골(槌骨)은 귓속뼈를 구성하는 세 뼈 중 하나이다. 나머지 두 개의 귓속뼈는 모루뼈, 등자뼈이다.

## 같이 보기
- 뼈